# Иванково (Тамбовская область)
Иванково — село в Тамбовском районе Тамбовской области России. Входит в Авдеевский сельсовет.

## География
Село расположено в 3 км от автотрассы Р119, у речки Матыра, запруженной в черте села.

## Население
| 2002 | 2010 |
| ---- | ---- |
| 499  | →499 |

Согласно результатам переписи 2002 года, в национальной структуре населения русские составляли 97 % от жителей.

## История
До 2010 года село являлось административным центром Иванковского сельсовета.

## Инфраструктура
Личное подсобное хозяйство.
Основа экономики — сельское хозяйство.

## Транспорт
Село доступно автотранспортом. Остановка общественного транспорта «Иванково».